# Signatur (E-Mails im Geschäftsverkehr)
Signaturen am Ende einer E-Mail erleichtern die Kontaktaufnahme zum Beispiel im Falle einer telefonischen Rückfrage oder die Überprüfung der rechtlichen Stellung des Absenders. Mit zunehmendem Aufkommen von E-Mails im geschäftlichen Schriftverkehr gegen Ende der 1990er Jahre gingen Unternehmen freiwillig dazu über, an das Ende der E-Mail die Telefon- und Faxnummer und die Adresse zu setzen. Mit der Zunahme des E-Mail-Verkehrs sah sich der Gesetzgeber im Sinne einer Rechtssicherheit für die beteiligten Seiten zum Handeln veranlasst.

## Geschäftsbriefe
In den letzten Jahrhunderten wurden Geschäftsbriefe auf Papier geschrieben und im Original oder als Kopie per Post, Fernschreiber, per Fax oder mit Boten übermittelt. Für Geschäftsbriefe wurden gesetzlich die für den Verfasser verpflichtenden Angaben geregelt. Diese galten für Geschäftsbriefe auf Papier (also per Post oder als Faxkopie) und nicht zwingend für E-Mails. Es war daher klarzustellen, dass auch E-Mails zu den Geschäftsbriefen gehören. Der Gesetzgeber erweiterte die Formvorschriften daher mit Wirkung vom 1. Januar 2007.

### Österreich
In Österreich wurden die oben beschriebenen Bedürfnisse mit dem 120. Bundesgesetz vom 27. Oktober 2005 in Form des „Handelsrechts-Änderungsgesetzes“ (HaRÄG) berücksichtigt. Das gültige Gesetz hat den Namen „Unternehmensgesetzbuch (UGB)“ und regelt in seinem § 14, dass die im „Firmenbuch eingetragenen Unternehmer“ auf allen an einen Empfänger gerichteten Geschäftsbriefen, unabhängig vom verwendeten Medium, die firmenrelevanten Angaben anführen müssen, gleichfalls sind diese Angaben für Webseiten einer Firma zwingend.

### Deutschland
Der Gesetzgeber hat zum 1. Januar 2007 mit dem Gesetz über elektronische Handelsregister und Genossenschaftsregister sowie das Unternehmensregister, EHUG unter anderem folgende Paragrafen erweitert:
- Handelsgesetzbuch (HGB): § 37a Abs. 1, § 125a Abs. 1 Satz 1
- GmbH-Gesetz (GmbHG): § 35a Abs. 1
- Aktiengesetz (AktG): § 80 Abs. 1 Satz 1

## Inhalt und Pflichtangaben in der Signatur
In einem Geschäftsbrief und damit in (der Signatur) einer E-Mail im kaufmännischen Schriftverkehr müssen die folgenden Angaben enthalten sein:
- exakte Firma: inklusive Geschäftsform des Verfassers, wie sie im Handelsregister eingetragen ist
- Ort der Niederlassung: oder der Sitz der Gesellschaft mit postalisch korrekter ladungsfähiger Anschrift
- Registergericht: mit der Registrierungsnummer des Unternehmens im Handelsregister
- Gesellschaftsverantwortliche
  - GmbH: Name aller Geschäftsführer und ggf. des Aufsichtsratsvorsitzenden – jeweils mit mindestens einem ausgeschriebenen Vornamen und dem Familiennamen
  - Unternehmen, deren Gesellschafter keine natürliche Person ist (wie GmbH & Co. KG) sind sämtliche Angaben zur persönlich haftenden Gesellschaft notwendig
  - Aktiengesellschaften müssen alle Vorstandsmitglieder und den Vorsitzenden des Aufsichtsrats mit Familiennamen und mindestens einem ausgeschriebenen Vornamen enthalten, dabei ist die Kennzeichnung des Vorsitzenden des Aufsichtsrats als solchem nötig

Weitere Angaben wie Telefon- und Faxnummer, Unternehmenslogo, Abteilung, Website sind freiwillig, gehören zum „guten Ton“ und erleichtern eine schnelle und direkte Kontaktaufnahme im Geschäftsverkehr.

## Angaben auf Rechnungen
Für die Angaben auf Rechnungen kommen weitere verbindliche Vorgaben zu den Pflichtbestandteilen hinzu, die sich vor allem aus dem Umsatzsteuergesetz ergeben.

## Betroffene Gruppen
Betroffen von den gesetzlichen Vorgaben sind alle Kaufleute im Sinne des Handelsgesetzbuches (HGB) in Deutschland sowie deren Mitarbeiter. Für die Umsetzung der gesetzlichen Regelung in der betrieblichen Praxis sind die Geschäftsführer in letzter Instanz verantwortlich.
Für nicht im Handelsregister eingetragene Unternehmer galten bis März 2009 die Vorschriften der Gewerbeordnung (GewO), die als Pflichtangaben auf Geschäftsbriefen vorschrieb:
- mindestens ein ausgeschriebener Vorname,
- Zuname (Familienname),
- ladungsfähige Anschrift,
- bei mehreren Gesellschaftern einer BGB-Gesellschaft alle diese Angaben über jeden Gesellschafter.

Seit März 2009 ist der entsprechende § 15 GewO a.F. entfallen. Die IHK rät jedoch den Unternehmern, auf die Angaben nicht zu verzichten.

## Abgrenzung zur elektronischen Signatur
Die hier beschriebene Signatur in E-Mails ist nicht zu verwechseln und unabhängig von einer elektronischen Signatur; sie hat mit dieser nichts zu tun. Eine elektronische Signatur wurde bis zum 30. Juni 2011 vom Gesetzgeber bei der Übermittlung von Rechnungen durch E-Mail an den Rechnungsempfänger vorgeschrieben.

## Formvorschrift
Der Gesetzgeber schreibt vor, dass die Angaben „gut lesbar“ sein müssen, Schriftgröße, -farbe und Hintergrundfarbe müssen so gewählt werden, dass die Angaben ausreichend gut erkennbar sind, beispielsweise auch für ältere Personen und sowohl für den Text auf dem Bildschirm als auch auf einem Papierausdruck. Angaben, die als Dateianhang beigefügt werden, entsprechen daher nicht den Vorgaben, zumal nicht davon auszugehen ist, dass sie von jedem Anwender geöffnet werden können.
Die DIN-Norm 5008, die unter anderem die Gestaltung von Geschäftsbriefen regelt, gibt weitere Empfehlungen zur Form. Sie ist als DIN nicht rechtlich verbindlich.

## Signaturtrenner in E-Mails
Es ist etablierte Konvention, eine Signatur durch einen Signaturtrenner vom Nachrichtentext abzutrennen. Dieser besteht aus einer Zeile, die nur die Zeichenfolge „-- “ (zwei Bindestriche und ein Leerzeichen) enthält. Dadurch ist es den meisten E-Mail-Programmen und Newsreadern möglich, eine Signatur zu erkennen und beim Zitieren in der Antwort automatisch zu unterdrücken.

## Sanktionen
Ordnungsstrafen durch das Registergericht im Falle einer Zuwiderhandlung können bis zu 5.000 Euro betragen. Angesichts drohender Abmahnungen durch Mitbewerber sollten Kaufleute darauf achten, dass diese Angaben vollständig auf allen nicht-unternehmensinternen Mails angegeben sind.